# Karl av Angoulême
Karl av Orléans, greve av Angoulême (franska: Charles d'Orléans, Comte d'Angoulême), född 1459 och död 1 januari 1496, var en fransk prins. 
Han var medlem av den franska familjen Orléans som härstammade från Louis I av Valois, hertig av Orléans. Han var greve av Angoulême från 1467 till 1496. 
Han gifte sig 1490 med Louise av Savojen, dotter till Filip II av Savojen och Margareta av Bourbon. De fick två barn: Margareta av Navarra och Frans I av Frankrike.